# Acroneuria azunensis
Acroneuria azunensis är en bäcksländeart som beskrevs av Bill P.Stark och Ignac Sivec 2008. Acroneuria azunensis ingår i släktet Acroneuria och familjen jättebäcksländor. Inga underarter finns listade i Catalogue of Life.